# Sciara flammiventris
Sciara flammiventris är en tvåvingeart som beskrevs av Enrico Adelelmo Brunetti 1912. Sciara flammiventris ingår i släktet Sciara och familjen sorgmyggor. Inga underarter finns listade i Catalogue of Life.